# Сесодія

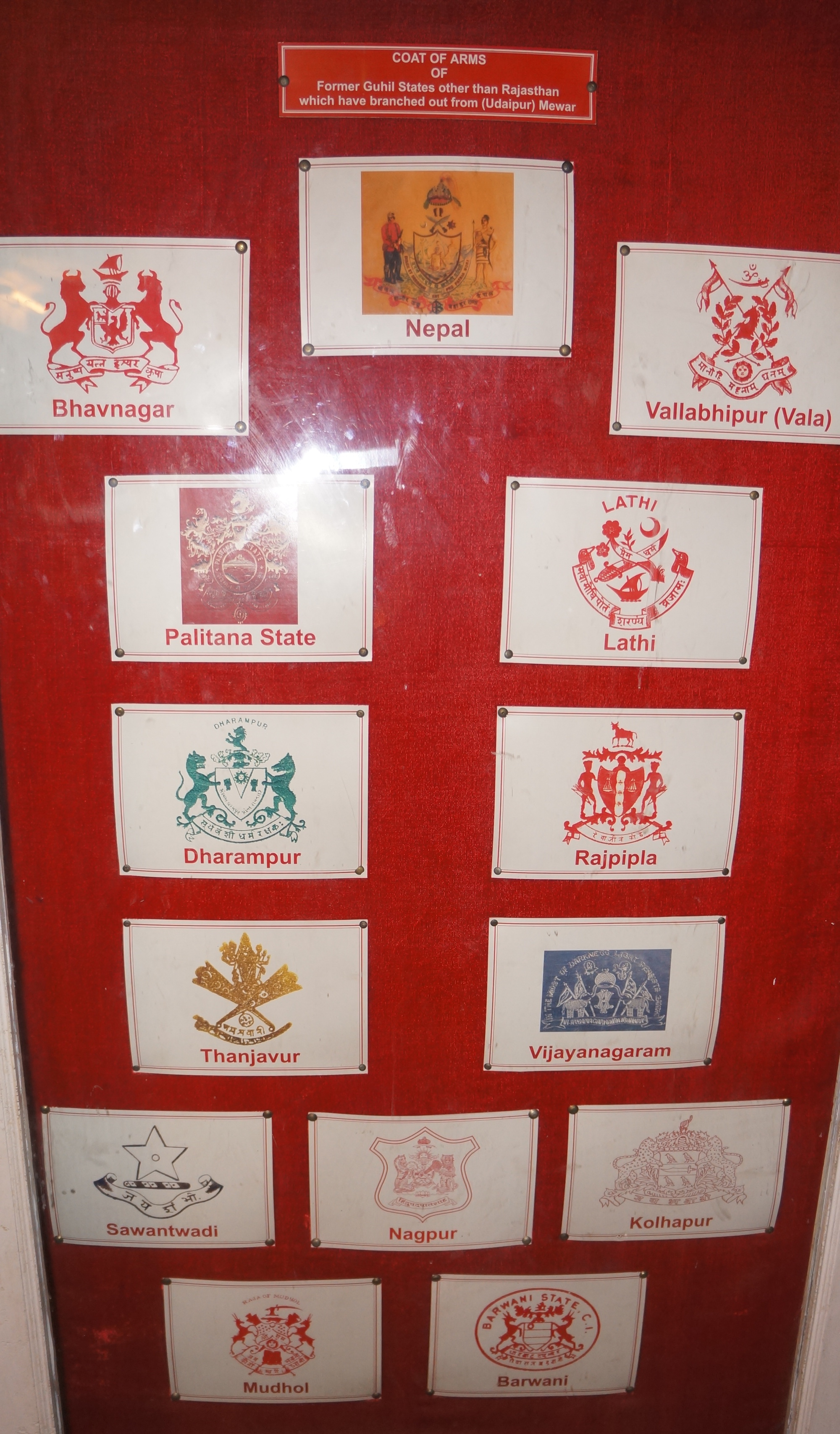
Гілки клану Сесодія

Сесодія (शिशोदिया राजवंश) — раджпутський клан, що правив князівством Мевар у Раджастхані. був одним з найвпливовіших кланів Раджастхану. Інші назви Гухілота, Гухіли.

## Історія
У розповідях бардів Сесодія представники цього клану зображуються нащадками Рами. Судячи з епіграфічних відомостей вони ведуть своє походження від хуна-гуджарів. Найранішні написи цього роду свідчать про те, що предки Сесодія були спочатку брахманами неіндійського походження, що мешкали в Анадпурі (Гуджараті).
Засновником клану був Баппа Равал, який зайняв фортецю Чіттор за часів імперії Маур'я. Вважається засновником Мевара. Першим значним раджею клану став Гухадата, від імені якого походить назва Гухілота. Ранні князі правили невеличким князівством у верхній частині долини річки Сабарматі. При цьому були васалами кланів Парамара й Соланка. Поступово представники Сеседія стають все більш незалежними. Ймовірно це пов'язано з ослабленням інших раджпутських кланів у боротьбі з мусульманськими загарбниками — Газневідами та Гуридами.
Вже напочатку XIII ст. Сесодія виступають як активні вороги розширення Делійського султанату. Особливо у цій боротьбі відзначився Джайтрасімха (1213—1256). Його справу продовжив Ратнасімха. У 1303 році Чіттор було захоплено султаном Алауддіном Хілджі.
Багато зробив задля посилення впливу клану Хамір Сінґх (1326—1364) було відродженно Чіттор. Він став першим, хто прийняв титул рана (або раджа). Саме при ньому клан отримав ім'я Сесодія (від назви села, де народився Хамір). За Рани Кумбхи (1433—1468) князівство Мевар перетворюється на найпотужніше серед князівств Раджпутани. Рана Санга (1509—1527) вирішив скористатися з послабленням делійського султанату за правління династії Лоді. Для впевненості в успіху він уклав союз з тюрками на чолі з Бабуром. Втім останній не лише розбив Лоді, а захопив значну частину північної Індії. Це не входило у плани Рана Санга, тому він виступив проти військ Бабура, але зазнав поразки й загинув.
Згодом Сесодія скористалися боротьбою нащадків Бабура з родом Сурі, щоб повернути незалежність. За правління Рани Удай Сінґха II (1537—1572) намагався протидіяти падишаху Акбару, але у 1568 році зазнав порахзки. Столицю Чіттор було зруйновано. Тому Рана Удай заснував нову столицю Удайпур. Його справу продовжив Пратап Сінґх (1572—1596), який очоливши партизанську війну проти моголів. За часів Джахангіра було укладено мир Сесодія з Великими Моголами. Нова війна розпочалася за Радж Сінґха, який виступив проти падишаха Ауранґзеба.
Бгім Сінґх (1777—1828) був першим правителем, що прийняв титул назву магараджа Удайпуру. При ньому відбулося відродження впливу клану. Нащадкам Бхіми довелося протистояти атакам військ держави Маратха, а також вторгнення перських та афганських військ. В результаті вплив та міць Сесодія підупала. Остаточно вони підкорилися Великій Британії. Під колоніального періоду окремі гілки клану правили у Раджастхані та Мадх'я-Прадеш.
Після оголошення незалежності Індії, а згодом ліквідації усіх князівств, клан втратив феодальні володіння, проте зберіг особисте майно й титул магарана. Сесодія дотепер мешкають в Індії. Натепер головою клану є Махендра Сінґх.